# 克赖恩
克赖恩是德国梅克伦堡-前波莫瑞州的一个市镇。总面积24.83平方公里，总人口409人，其中男性222人，女性187人（2011年12月31日），人口密度16人/平方公里。